# Alsodes tumultuosus
Espèce
Statut de conservation UICN

 VU B1ab(i,iii) : Vulnérable
Alsodes tumultuosus est une espèce d'amphibiens de la famille des Alsodidae.

## Répartition
Cette espèce est endémique de la région métropolitaine de Santiago au Chili. Elle se rencontre entre 2 300 et 3 000 m d'altitude à Farellones, à 35 km au nord-est de Santiago du Chili.

## Publication originale
- Veloso, Iturra-Constant & Galleguillos, 1979 "1978" : Evidencias cromosómicas en el género Alsodes (Amphibia-Leptodactylidae) con la descripción de una nueva especie. Physis (Argentina), vol. 38, p. 91-98.